# Stern
|  | Per a altres significats, vegeu «Stern (desambiguació)». |

Stern és un setmanari d'informació general publicat a Hamburg (Alemanya) per l'editorial Gruner + Jahr, filial del grup editorial Bertelsmann. Al primer trimestre de 2013 tenia una difusió de quasi 834.313 exemplars La capçalera s'escriu stern, sense majúscula.
És una publicació d'informació general, de la qual la redacció des de la seva creació porta una atenció primordial a les fotos i il·lustracions. Té una tendència liberal de centreesquerra.

## Història
Henri Nannen va crear la revista el 1948 a Hannover amb llicència del govern militar de la zona ocupada pel Regne Unit. Ja el 1949 Nannen va vendre 50% de la revista a l'editor hamburguès Gerd Bucerius (propietari de la revista Die Zeit), l'any després Bucerius adquirí uns 37,5% més i la resta de les accions a l'editorial Grüner+Jahr. Nannen va quedar redactor en cap fins al 1980.
Va tenir un paper important en la revelació d'uns escàndols. Un primer va ser un reportatge del 1950 al qual va desvelar dilapidació de diners a càrrec del contribuent alemany per les Forces Aliades. Com a sanció li va costar una interdicció de publicar durant una setmana. A poc a poc va construir una reputació pels seus reportatges il·lustrats.
Durant les discussions sobre la despenalització de l'avortament el 1971 va publicar un títol Vam avortar i un article al qual 374 dones van confessar públicament que van transgredir la llei. El 1979 va publicar una sèrie del periodista Günther Schwarberg sobre un dels crims més atroços dels nazis: l'assassinat de 20 nens a l'escola del Bullenhuser Damm.
El 1983 va ser el mateix subjecte d'un escàndol quan va comprar i publicar els suposats Diaris secrets d'Adolf Hitler que van adverar-se una falsificació. Després va patir una manca de credibilitat i una caiguda de la tirada. Li va caldre molt de temps per a tornar a construir la seva credibilitat i tornar al nivell de difusió d'abans l'escàndol. El març 2013 va parèixer en una compaginació modernitzada.